# Тихомиров, Иван Арсентьевич
Иван Арсентьевич Тихомиров  (25 июня 1921, с. Никулино Вичужского района Ивановской области — 10 декабря 2018) — специалист в области ядерной физики, доктор физико-математических наук, профессор кафедры «Техническая физика» (№ 23) Томского политехнического университета (ТПУ). Заслуженный профессор ТПУ (1998). Академик Международной Академии авторов научных открытий и изобретений. Заслуженный деятель науки и техники. Участник Советско- финской, Великой Отечественной и Японской (1945) войн.

## Биография
Иван Арсентьевич Тихомиров родился 25 июня 1921 года в селе Никулино Вичужского района Ивановской области. Его отец, Тихомиров Арсентий Григорьевич и мать, Тихомирова (Городкова) Устинья Васильевна работали в местном колхозе. В 1942 году отец погиб на фронте, мать скончалась в 1960 году. Иван Арсентьевич с детства был знаком с крестьянским трудом. В 1939 году, после окончания школы Иван Арсентьевич поступил на физико механический факультет Ленинградского политехнического института (ЛПИ, ныне Санкт-Петербургский политехнический университет Петра Великого). Однако в этом же году был призван в армию. Служил в полковой школе разведчиков Ленинградского военного округа. Будучи курсантом в 1940 году принимал участие в боевых действий Советско-финской войны. После окончания военной кампании вновь учился в полковой школе. По окончании учебы был направлен в 835 стрелковый полк 237 стрелковой дивизии на западную границу СССР.
С началом Великой Отечественной войны участвовал в боевых действиях. В июле 1941 года под Новгородом во время разведки с группой бойцов захватил немецкого полковника с картами. Получил за это орден «Красной Звезды». 18 июля 1941 года был тяжело ранен и направлен на лечение в г. Омск. В последующем воевал на Калининском фронте, в битве под Москвой, в боях на III Белорусском фронте, в боях на берегу Балтийского моря. В мае 1945 года 17 гвардейская стрелковая дивизия была передислоцирована в Монголию. Там Иван Арсентьевич участвовал в боях с Японией. В июле 1946 года был демобилизован.
В 1946 году продолжил учебу на физико механическом факультете Ленинградского политехнического института. В 1952 году, по окончании института был оставлен на работу ассистентом, учился в аспирантуре. В эти годы его учителем и наставником был вице-президент АН СССР, директор Физико-технического института АН СССР, Герой Социалистического труда Б. П. Константинов (1910—1969). Под его руководством Иван Арсентьевич Тихомиров выполнил дипломную работу, кандидатскую диссертацию по спец. теме. В 1957 году защитил кандидатскую диссертацию, получил ученую степень кандидата физико-математических наук.
В аспирантуре на И. А. Тихомирова, как ученого и педагога оказали влияние академики А. П. Александров, Б. П. Константинов, М. Д. Миллионщиков, П. Л. Капица, Н. Н. Семенов, В. А. Легасов, В. Д. Русанов, А. К. Ребров, М. Ф. Жуков, Ж. И. Алферов.
В 1957 году был направлен на работу в Томск, в Политехнический институт. Работал здесь в разное время на должностях: ассистент, ст. преподаватель, доцент кафедры. После подготовки докторской диссертации под руководством академика Б. П. Константинова и ее защиты, в 1958 году был избран заведующим кафедрой № 23 физико-технологического факультета ТПИ.
В 1965 году по инициативе Ивана Арсентьевич были созданы кафедры: ядерная энергетика и разделение изотопов.
В 1970 году И. А. Тихомиров защитил докторскую диссертацию, получил ученую степень доктора физико-математических наук, в 1971 году — звание профессора кафедры «Техническая физика».
Область научных интересов: физика и химия низкотемпературной плазмы, разделение атомов изотопов, очистка веществ, техника ядерных реакторов.
Иван Арсентьевич Тихомиров имеет 70 патентов на изобретения, является автором (соавтором) около 900 научных работ, включая 4 монографии. Под его было подготовлены 87 кандидатов и 25 докторов наук. Среди его учеников Ю. Г. Вишневский — бывший Председатель Госатомнадзора РФ в ранге министра; профессор В. А. Власов; директора заводов на Сибирском химкомбинате — В. А. Кильтер, М. И. Стерхов, В. И. Фатин; профессор И. Г. Потапов; член-корреспондент АН СССР В. В. Тихомиров и др.

## Семья
Иван Арсентьевич Тихомиров был женат, жена — Тихомирова (Алексеева) Елена Владимировна (1929 г. р.) — химик; сын — Тихомиров Сергей Иванович (1956 г. р.), специалист в области радиоэлектроники; дочь — Тихомирова Ольга Ивановна (1964 г. р.) — инженер теплофизик.

## Награды и звания
- Орден Отечественной войны I и II степеней (1985, 1945)
- Два ордена Красной звезды (1941, 1944)
- Орден Почёта (2002)
- Медали: «За отвагу», «За боевые заслуги», «За взятие Кёнигсберга», «За победу над Германией», «За победу над Японией»

## Труды
- Теплофизические, электро- и газодинамические характеристики потоков плазмы при получении ультрадисперсных порошков в ВЧ факельном плазмотроне. И. А. Тихомиров, В. И. Шишковский ТВТ, 32:5 (1994), 647—655.
- Исследование ионизации в диске Маха методом субмиллиметровой лазерной интерферометрии И. А. Тихомиров, М. Г. Потапов ТВТ, 16:5 (1978), 897—902.
- Устройство для зондовой диагностики плазмы И. А. Тихомиров, В. В. Тихомиров, В. И. Шишковский, В. В. Шкуркин ТВТ, 14:2 (1976), 425—426.